# Securidaca spinifex
Securidaca spinifex är en jungfrulinsväxtart som beskrevs av Noel Yvri Sandwith. Securidaca spinifex ingår i släktet Securidaca och familjen jungfrulinsväxter. Inga underarter finns listade i Catalogue of Life.